# Stefan Anton Reck
Stefan Anton Reck (Baden-Baden, 26 aprile 1960) è un direttore d'orchestra e pittore tedesco.

## Biografia
Dopo aver studiato presso la Hochschule für Musik e l'Università di Friburgo pianoforte, filosofia e storia dell'arte, continua i suoi studi a Berlino presso la "Hochschule der Künste". Nel 1985, a un anno dalla laurea presso il rinomato istituto berlinese, Stefan Anton Reck vinceva in Italia i Concorsi Internazionali per direttori d'orchestra "Arturo Toscanini" e "Gino Marinuzzi".
Nel 1987 e 1990 riceve una borsa di studio dal Tanglewood Music Center, che gli dà la possibilità di lavorare con Seiji Ozawa e Leonard Bernstein.
Reck è stato direttore musicale dell'Orchestra Sinfonica di Sanremo dal 1990 al 1994, direttore principale dell'Orchestra Regionale del Lazio, Roma dal 1994 al 1998, e direttore musicale al Teatro Massimo di Palermo dal 1999 al 2003.
Dal 1997 al 2000 Reck è stato l'assistente di Claudio Abbado, iniziando la collaborazione con la produzione di Wozzeck al Festival di Salisburgo.
Nel 1998 Reck ha cominciato la produzione del ciclo Der Ring des Nibelungen di Richard Wagner presso il Teatro Verdi di Trieste.

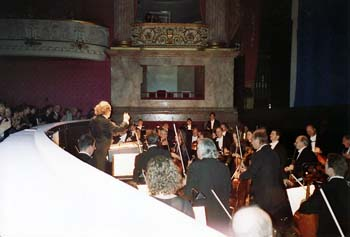
Stefan Anton Reck alla Bayrische Staatsoper München. Alban Berg, Lulu. 2004-2005

Nel 1999 ha diretto a Ferrara la Mahler Chamber Orchestra in Falstaff di Verdi nella produzione di Claudio Abbado; nel corso della tournée estiva della Gustav Mahler Jugendorchester, sempre sotto la direzione artistica di Claudio Abbado, Reck ha diretto una replica della 7ª Sinfonia di Mahler all'Havana.
Nel 2000 ha diretto la Gustav Mahler Jugendorchester nel corso delle Internationale Musikfestwochen Luzern e anche la tournée estiva europea annuale con musiche di Shostakovich, Mahler, Scriabin e Bartók.
Nel gennaio 2001 Reck ha inaugurato la stagione del Teatro Massimo di Palermo con una nuova produzione di Lulu di Alban Berg, poi pubblicata come incisione dal vivo da OehmsClassics. Per Arte Nova Classics Reck ha inciso un programma wagneriano con Albert Dohmen. Nei mesi successivi Reck ha debuttato riscuotendo grande successo con l'Orchestre National de France, Parigi, con le orchestre del Maggio Musicale Fiorentino e del Teatro Comunale di Bologna e del Teatro Carlo Felice di Genova. Nel novembre 2001 Reck ha completato la produzione del ciclo Der Ring des Nibelungen al Teatro Verdi di Trieste con Götterdämmerung.
Ha inaugurato la stagione 2002 del Teatro Massimo di Palermo con Les contes d’Hoffmann di Offenbach. Un avvenimento di particolare interesse ha avuto la nuova produzione dell'opera Moses und Aron di Arnold Schönberg e il concerto per la celebrazione del quinto anniversario della riapertura dello storico Teatro Massimo intitolato "La memoria dell'offesa. Dedicato alle vittime dell'Olocausto e di tutte le violenze". Nel programma figuravano tra gli altri brani Der Kaiser von Atlantis di Viktor Ullmann e A Survivor from Warsaw di Arnold Schönberg, con Harvey Keitel come narratore.
I programmi di Reck per l'autunno 2002 e la stagione 2003 includevano tra l'altro: Jeanne d'Arc au bûcher di Honegger a Palermo, Salomè di Strauss a Genova, Norma di Bellini con Edita Gruberová a Tokio, Der Freischütz di Weber a Lipsia, e concerti sinfonici con l'Orchestre National de France, Paris, l'Orchestre National de Montpellier, l'Orchestra di Santa Cecilia a Roma e le orchestre del Teatro Comunale di Bologna e del Maggio Musicale Fiorentino. Nel settembre 2003 ha debuttato alla Semperoper a Dresda con Aida di Verdi.
Nel 2004 Reck ha debuttato alla Bayerische Staatsoper München con Lulu di Alban Berg (nella versione in 3 atti), al Los Angeles Opera con una nuova produzione di Le nozze di Figaro di W.A. Mozart e al Gran Teatro La Fenice di Venezia con una nuova produzione di Daphne di Richard Strauss, pubblicata come CD e DVD incisione dal vivo da Dynamic.
Nel 2005 Reck è stato invitato per dirigere due nuove produzioni al New National Theatre Tokyo, Lulu di Alban Berg e Die Meistersinger von Nürnberg di Richard Wagner.
Gli eventi più importanti degli anni seguenti sono stati la prima rappresentazione europea dell'opera Dead Man Walking di Jake Heggie alla Semperoper di Dresda, Tristan und Isolde di Richard Wagner al Teatro Regio di Torino, una nuova produzione di Der Ring des Nibelungen di Wagner al Teatro Petruzzelli di Bari, i debutti alla Hamburgische Staatsoper, alla Oper Frankfurt, e numerosi concerti sinfonici con l'Orchestra Sinfonica Nazionale della RAI Torino, l'Orchestre National de Montpellier, il Royal Scottish National Orchestra (Edinburgh International Festival), con le orchestre del Gran Teatro La Fenice, del Maggio Musicale Fiorentino, della Tokyo Symphony Orchestra.
Fra le più recenti esecuzioni, nel 2011 il Tannhäuser presso il Teatro Comunale di Bologna; nel 2013, la produzione firmata da Yannis Kokkos dell'Olandese Volante di Richard Wagner al Teatro Comunale di Bologna e al Teatro San Carlo di Napoli.Di particolare successo è stata per Stefan Anton Reck la performance di Eine florentinische Tragödie di Alexander Zemlinsky e la produzione del Gianni Schicchi di Giacomo Puccini, entrambe per la stagione 2013-2014 del Teatro Regio di Torino.
Per il 2015 è stato invitato dall'Orchestra Sinfonica Nazionale della Rai a dirigere un concerto in onore dei novant'anni di Pierre Boulez, nell'ambito di RAI NuovaMusica.
Stefan Anton Reck è riconosciuto a livello internazionale come profondo conoscitore della musica di Gustav Mahler e della Seconda scuola di Vienna (Berg, Schönberg, Webern). Attraverso le sue scelte di repertorio emergono l'eccentricità della sua arte, la sua intensità musicale e una forte propensione per la musica contemporanea.
Propensione che si riflette anche sulla vasta produzione pittorica, improntata a uno stile astratto e sinestetico, con contaminazioni e suggestioni derivanti dal mondo musicale.
Soltanto recentemente, all'attività direttoriale, ha deciso di affiancare quella espositiva, con impegni che lo vedranno presente in importanti gallerie e sedi museali italiane e internazionali.
Alcune sue opere sono state esposte per la prima volta in Italia in una personale presso il Palazzo delle Arti di Napoli dal 18 settembre al 19 ottobre 2014.

## Discografia
- R. Strauss, Daphne, Gran Teatro La Fenice, Dynamic, CD et DVD
- Berg, Lulu, Teatro Massimo di Palermo, OehmsClassics
- Wagner Portrait, Albert Dohmen, Orchestra del Teatro Massimo di Palermo, Arte Nova Classics
- Schostakowitsch, Symphonie n° 1, op. 10 ; Skrjabin, Le Poème de l'Extase, op. 54, Gustav Mahler Jugendorchester, Edition Zeitklang
- Schönberg, Erwartung (Anja Silja); Poulenc, La voix humaine (Raina Kabaivanska), Orchestra del Teatro Massimo di Palermo
- Mahler, Symphonie n° 7, Gustav Mahler Jugendorchester, Preiser Records
- Mahler, Symphonie n° 10, Adagio ; Wagner, Wotans Abschied und Feuerzauber ; Bartók, Der wunderbare Mandarin, Gustav Mahler Jugendorchester, Preiser Records
- Tutino, Riccardo III, Orchestre del Teatro Sociale di Rovigo, Ermitage

## Stampa
- Opéra international 255, mars 2001, Berg, Lulu
- Die Opernwelt, März 2001, Berg, Lulu
- FAZ Nr. 261, 9. 11. 2001, Lulu CD
- Süddeutsche Zeitung Nr. 245, 24. 10. 2001, Lulu CD
- Stuttgarter Zeitung, 13. 2. 2002, Lulu CD
- FAZ Nr. 114, 18. 5. 2002, Schönberg, Moses und Aron
- Midi libre, 14. 12. 2003, Berlioz, Symphonie fantastique
- Anaclase, 29. 4. 2005, Berg, Concerto de violon, Mahler, Symphonie nº 6
- Die Opernwelt, November 2005, Wagner, Meistersinger von Nürnberg
- Münchner Merkur, 1. 10. 2005, Wagner, Meistersinger von Nürnberg
- The Scotsman, 16. 8. 2006, Mahler, Das Lied von der Erde
- The Herald, 16. 8. 2006, Mahler, Das Lied von der Erde
- Seen and heard international opera reviews, 18. 10. 2008, Strauss, Ariadne auf Naxos
- Wanderer's Blog, 10/2009, Beethoven, Egmont, Eroica
- L'Hérault du jour, 10. 11. 2009, Mahler, Symphonie nº 6
- Midi libre, 10. 11. 2009, Mahler, Symphonie nº 6